# Robert Gucher
Robert Gucher (Graz, Austria, 20 de febrero de 1991) es un futbolista austriaco. Juega de Mediocampista y su actual equipo es el Pordenone de la Serie C de Italia.

## Selección nacional
Ha representado a la Selección de fútbol de Austria en categoría sub-16, sub-17, sub-18, sub-19 y sub-20. 

## Clubes
| Club                     | País    | Año           |
| ------------------------ | ------- | ------------- |
| Grazer AK                | Austria | 2007-2008     |
| Frosinone                | Italia  | 2008-2009     |
| Génova (Cedido)          | Italia  | 2010          |
| Frosinone                | Italia  | 2010-2011     |
| Kapfenberger SV (Cedido) | Austria | 2011-2012     |
| Frosinone                | Italia  | 2012-2016     |
| Vicenza                  | Italia  | 2017          |
| Pisa                     | Italia  | 2017-2023     |
| Pordenone                | Italia  | 2023-presente |